# Brusturi (okręg Bihor)
Brusturi – wieś w Rumunii, w okręgu Bihor, w gminie Brusturi. W 2011 roku liczyła 1099 mieszkańców.